# We Own It (Fast & Furious)
"We Own It (Fast & Furious)" é uma canção de 2 Chainz e Wiz Khalifa, a canção fez parte do filme Fast & Furious 6 (no Brasil, Velozes e Furiosos 6; em Portugal, Velocidade Furiosa 6), lançada como primeira faixa da trilha sonora do filme. O single também entrou nas faixas bonus do álbum B.O.A.T.S. II: Me Time de 2 Chainz. A canção foi usada como tema oficial para o evento de WWE Royal Rumble (2014) que foi cediado na cidade de Pittsburgh  e também foi destaque em um episódio da série de TV americana Parks and Recreation.

## Desempenho comercial
Ela alcançou o número seis na UK Singles Chart, tornando-se o single mais bem sucedido de 2 Chainz no Reino unido. Estreou na Billboard hot 100 na de 8 de junho de 2013, na posição 61, Desde então alcançou a posição número 16 na parada. Em janeiro de 2014 a canção alcançou a marca milhão de cópias vendidas no Estados Unidos.

## Desempenho nas paradas
| Paradas (2013)                                 | Melhor posição |
| ---------------------------------------------- | -------------- |
| Austrália (ARIA)                               | 6              |
| Áustria (Ö3 Austria Top 75)                    | 7              |
| Bélgica (Ultratop 50 de Flandres)              | 19             |
| Bélgica (Ultratop 50 da Valônia)               | 29             |
| Canadá (Canadian Hot 100)                      | 14             |
| República Checa (Rádio Top 100)                | 41             |
| Dinamarca (Hitlisten)                          | 15             |
| França (SNEP)                                  | 9              |
| O campo songid é OBRIGATÓRIO PARA PARADA ALEMÃ | 5              |
| Irlanda (IRMA)                                 | 21             |
| Itália (FIMI)                                  | 9              |
| Luxemburgo (Billboard Digital Songs)           | 3              |
| Países Baixos (Single Top 100)                 | 48             |
| Nova Zelândia (Recorded Music NZ)              | 6              |
| Noruega (VG-lista)                             | 10             |
| Polónia (Polish Airplay Top 100)               | 19             |
| Eslováquia (Rádio Top 100)                     | 50             |
| Escócia (Scottish Singles Chart)               | 7              |
| Espanha (PROMUSICAE)                           | 31             |
| Suécia (Sverigetopplistan)                     | 52             |
| Suíça (Schweizer Hitparade)                    | 3              |
| Reino Unido (OCC UK R&B)                       | 2              |
| Reino Unido (UK Singles Chart)                 | 6              |
| Estados Unidos (Billboard Hot 100)             | 16             |
| Estados Unidos (Billboard R&B/Hip-Hop Songs)   | 4              |
| Estados Unidos (Billboard Hot Rap Songs)       | 3              |

| País      | Certificador | Certificação | Vendas |
| --------- | ------------ | ------------ | ------ |
| Austrália | ARIA         | Platina      | 70 000 |
| Dinamarca | IFPI         | Ouro         | 30 000 |

## Histórico de lançamento
| País        | Data                | Formato                | Gravadora          |
| ----------- | ------------------- | ---------------------- | ------------------ |
| Reino Unido | 12 de Junho de 2013 | Contemporary hit radio | Def Jam Recordings |